# Fundulopanchax ndianus
Fundulopanchax ndianus är en fiskart som först beskrevs av Scheel, 1968.  Fundulopanchax ndianus ingår i släktet Fundulopanchax och familjen Nothobranchiidae. IUCN kategoriserar arten globalt som nära hotad. Inga underarter finns listade i Catalogue of Life.